# ذيل الفأر السقيبي
ذيل الفأر السقيبي (الاسم العلمي: Myosurus scaposus) هو نوع من النباتات يتبع جنس ذيل الفأر من الفصيلة الحوذانية     .	